# Carl August von Eschenmayer
Carl August von Eschenmayer (o Adolph (Adam) Karl August (von) Eschenmayer;  4 de julio de 1768; Neuenbürg, Wurtemberg - 17 de noviembre de 1852, Kirchheim unter Teck) fue un médico, filósofo y ocultista alemán.

## Biografía
Eschenmayer fue alumno de la Karlsschule de Stuttgart y después estudió en las universidades de Tubinga y Gotinga. Tras doctorarse en 1796 en Tubinga, inició su profesión como médico, practicándola primero en Sulz y luego en Kirchheim.
Como filósofo, fue discípulo de Jacobi y de Schelling; con este último mantuvo un debate científico-filosófico a principios de la década de 1800.
En 1811 fue nombrado profesor extraordinario de Medicina y Filosofía en la Universidad de Tubinga y en 1818 se le adjudicó la cátedra de filosofía práctica. En 1836, renunció al puesto y estableció su residencia en Kirchheim, donde consagró sus esfuerzos a los estudios filosóficos.
Carl Jung menciona haber leído a Eschenmayer en su juventud, en su autobiografía Recuerdos, sueños, pensamientos.

## Pensamiento
El pensamiento de Eschenmayer y el de Schelling difieren fundamentalmente en lo relativo al conocimiento de lo absoluto. Eschenmayer creía que, para alcanzar la verdad, la filosofía necesita el complemento de lo que él llamaba «no-filosofía», una especie de iluminación mística mediante la cual se obtenía una fe en Dios que no se podía alcanzar por el mero esfuerzo intelectual. (Véase Hoffding, Hist. of Mod. Phil., Eng. trans. vol. 2, p. 170). Eschenmayer trasladó su tendencia al misticismo a sus investigaciones físicas, lo que le condujo a desarrollar un profundo interés en los fenómenos del denominado magnetismo animal. Al final, llegó a convertirse en un devoto creyente en la posesión demoníaca y espiritual; sus últimos escritos están intensamente impregnados de sobrenaturalismo.

## La polémica entre Schelling y Eschenmayer
Schelling menciona y discute con Eschenmayer en varios de sus escritos, como el opúsculo Sobre el verdadero concepto de la filosofía de la naturaleza (1801) y, sobre todo, Filosofía y religión (1804), libro que de algún modo se redactó como respuesta a la obra de Eschenmayer La filosofía en su tránsito a la no filosofía. Es también importante la polémica epistolar entre estos dos autores surgida a raíz de la publicación por parte de Schelling de las Investigaciones filosóficas sobre la esencia de la libertad humana y los objetos con ella relacionados en 1809, considerada por muchos estudiosos de este pensador como su obra más importante.

## Obras
N.B.: las traducciones de los títulos entre paréntesis son meramente orientativas.
- Die Philosophie in ihrem Ubergange zur Nichtphilosophie («La filosofía en su tránsito a la no-filosofía»), 1803.
- Versuch die scheinbare Magie des thierischen Magnetismus aus physiologischen und psychischen Gesetzen zu erklären («Ensayo de explicación de la aparente magia del magnetismo animal a partir de leyes fisiológicas y psíquicas»), 1816.
- System der Moralphilosophie («Sistema de filosofía moral»), 1818.
- Psychologie in drei Theilen, als empirische, reine, angewandte («Psicología, en tres partes: psicología empírica, pura y aplicada»), 1817. 2ª edic., 1822.
- Religionsphilosophie («Filosofía de la religión»), 3 vols., 1818-1824.
- Die Hegel'sche Religionsphilosophie verglichen mit dem christlichen Princip («La filosofía hegeliana de la religión, comparada con el principio cristiano»), 1834.
- Der Ischariotismus unserer Tage («El iscariotismo de nuestros días»), 1835. La obra se dirige contra la Vida de Jesús de David Friedrich Strauss.
- Konflikt zwischen Himmel und Hölle, an dem Dämon eines besessenen Mädchens beobachtet («Conflicto entre cielo e infierno, observado en el demonio de una muchacha poseída»), 1837.
- Grundriss der Naturphilosophie («Esbozo de la filosofía de la naturaleza»), 1832.
- Grundzüge der christlichen Philosophie («Rasgos fundamentales de la filosofía cristiana»), 1840.
- Betrachtungen über den physischen Weltbau («Consideraciones en torno a la estructura física del mundo»), 1852.